# Мухаммад ибн Заид (стадион)
Мухаммад ибн Заид (араб. ستاد محمد بن زايد‎) — мультиспортивный стадион, расположенный в Абу-Даби, ОАЭ. Ныне вмещает 42 056 зрителей, используется в основном для проведения матчей по футболу и крикету, является домашним стадионом футбольного клуба «Аль-Джазира». Назван в честь эмира Абу-Даби Мухаммада ибн Заида Аль Нахайяна. Наряду со стадионом Заида принимал клубные мировые футбольные чемпионаты в 2009, 2010 и 2021 годах. Также был одной из использовавшихся арен на молодёжном чемпионате мира по футболу 2003 года.